# Tamara i mężczyźni
Tamara i mężczyźni (ang. Tamara Drewe, 2010) – brytyjski film, ekranizacja komiksu Posy Simmonds w reżyserii Stephena Frearsa.

## Fabuła
Tamara Drewe (Gemma Arterton), młoda i piękna dziennikarka, wraca do rodzinnej wsi (Ewedown w hrabstwie Dorset) z zamiarem sprzedaży domu nieżyjącej już matki, który odziedziczyła. Od jej ostatniego pobytu upłynęło wiele lat, w międzyczasie jej życie bardzo się zmieniło. Przeszła operację plastyczną nosa, który przez wiele lat straszliwie ją szpecił. Wydoroślała i z pogardzanej przez wszystkich brzyduli stała się piękną dziewczyną. Jej powrót oraz przemiana wprowadzają wiele zamieszania w uporządkowane życie mieszkańców okolicy. Wśród mężczyzn, z którymi w przeszłości łączyły Tamarę różnego rodzaju relacje, rodzi się miłość i namiętność do niej.

## Obsada
- Gemma Arterton jako Tamara Drewe
- Roger Allam jako Nicholas Hardiment
- Bill Camp jako Glen McCreavy
- Dominic Cooper jako Ben Sergeant
- Luke Evans jako Andy Cobb
- Tamsin Greig jako Beth Hardiment
- Jessica Barden jako Jody Long
- Charlotte Christie jako Casey Shaw
- John Bett jako Diggory
- Josie Taylor jako Zoe
- Pippa Haywood jako Tess
- Susan Wooldridge jako Penny Upminster
- Alex Kelly jako mama Jody
- Lola Frears jako Poppy Hardiment